# Gonocarpus hispidus
Gonocarpus hispidus är en slingeväxtart som beskrevs av A.E. Orchard. Gonocarpus hispidus ingår i släktet Gonocarpus och familjen slingeväxter. Inga underarter finns listade i Catalogue of Life.